# 왕윤나
왕윤나 (1983년 ~ )은 대한민국의 한국 무용가다.

## 학력
- 성균관대학교 무용과